# Nervo mandibular
O nervo mandibular (V3) é a maior das três divisões do nervo trigêmeo, o quinto nervo craniano (NC V).

## Estrutura
A raiz de função sensitiva emerge da região lateral do gânglio trigeminal e sai da cavidade craniana através do forame oval. A pequena raiz de função motora do nervo trigêmeo passa sob o gânglio trigeminal e depois passa através do forame oval para unir-se à raiz de função sensitiva fora do crânio.
O nervo mandibular passa entre o tensor do véu palatino, que é medial, e o pterigóideo lateral, que é lateral. Ele se ramifica para o nervus spinosus e o nervo que cobre o músculo pterigóideo medial, do seu lado medial. O nervo então se divide em um pequeno tronco anterior e um grande tronco posterior.
A parcela anterior se ramifica em três músculos da mastigação e o ramo bucal do nervo facial que é sensitivo para a bochecha. A divisão posterior desprende três ramos sensoriais principais, os nervos alveolares auriculares, linguais e inferiores e as fibras motoras para suprir o músculo milo-hióideo e o parte do músculo digástrico .

### Ramificações
O nervo mandibular se subdivide nos seguintes ramos:
- Do tronco principal do nervo (antes da divisão) 
  - Ramificações musculares, que são nervos eferentes aos músculos pterigóide medial, ao tensor do tímpano e ao tensor do véu palatino (motor).[2]
  - ramo meníngeo (função sensitiva)
- Da divisão anterior 
  - nervo masseterico (função motora)
  - nervos temporais profundos, anteriores e posteriores (função motora)
  - nervo bucal (função sensitiva)
  - nervo pterigóideo lateral (função motora)
- Da divisão posterior 
  - nervo auriculotemporal (função sensitiva)
  - nervo lingual (função sensitiva)
  - nervo alveolar inferior (um nervo motor e um nervo sensitivo)

## Imagens Adicionais

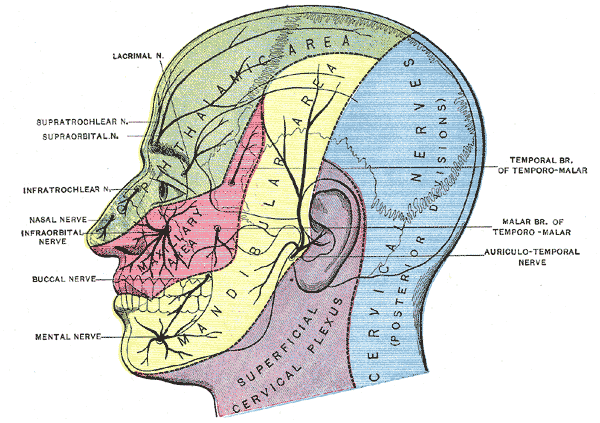
Ramificações do nervo trigêmeo
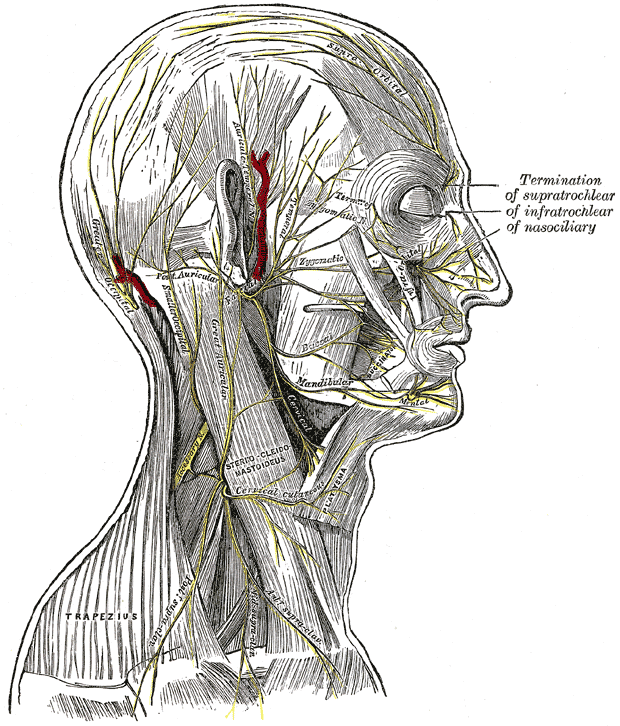
Os nervos do couro cabeludo, e região lateral do rosto e do pescoço.
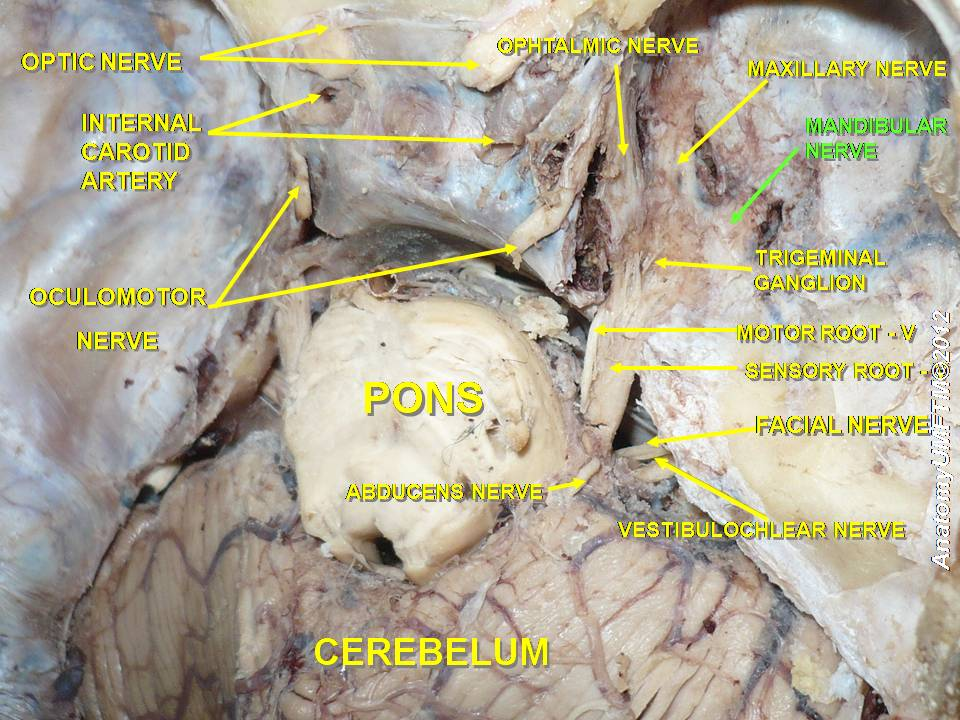
Nervo mandibular
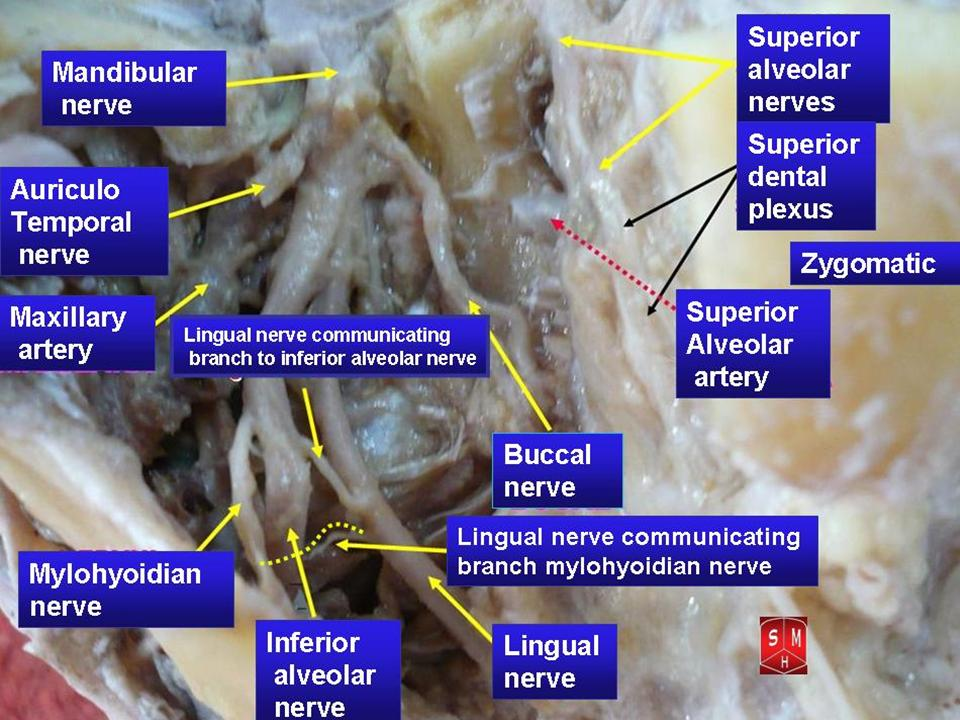
Nervo mandibular